# Parc national de Polésie
Le parc national de Polésie (en polonais : Poleski Park Narodowy) est un parc national créé en 1990 situé dans la voïvodie de Lublin en Pologne.
Le parc fait partie de la réserve de biosphère de la Polésie occidentale, transfrontalière avec l'Ukraine et la Biélorussie, reconnue par l'Unesco en 2012.
Le parc est désigné site Ramsar depuis le 29 octobre 2002.

## Description

Logo du parc

Créé en 1990 sur une superficie de 48,13 km2, le parc couvre un certain nombre d'anciennes réserves de tourbières : Durne Bagno, Jezioro Moszne, Jezioro Długie, Torfowisko Orłowskie. En 1994, sa taille a été augmentée par l'ajout de Bagno Bubnów, un terrain marécageux adjacent au parc. Actuellement, le parc occupe 97,62 km2, dont les forêts représentent 47,8 km2 et l'eau et les friches 20,9 km2.

## Histoire
L'idée de créer un parc national dans la région polonaise de la Polésie est apparue pour la première fois en 1959. Au cours des années suivantes, quelques réserves protégées ont été créées, et en 1982, le gouvernement a annoncé la création du parc paysager de Polésie (Poleski Park Krajobrazowy). Actuellement, même si l'infrastructure du parc est assez bien développée, il est rarement visité par les touristes. Dans le village de Załucze Stare, il y a un centre culturel avec un musée.

## Biodiversité et écologie
Parmi les espèces végétales, la majeure partie est constituée de plantes boréales, typiques d'autres régions du nord de l'Europe, mais également une flore atlantique. La zone particulièrement riche en flore est le Bagno Bubnów. Certaines parties de ses forêts peuvent être considérées comme des toundras, ce qui est unique en Europe continentale et caractéristique de la Sibérie russe. Le terrain du parc est plat, avec de nombreux lacs et tourbières. 
La vie animale est abondante, comprenant 21 espèces de poissons, 12 espèces d'amphibiens, 6 espèces de reptiles et jusqu'à 150 espèces d'oiseaux (dont plusieurs aigles en voie de disparition). Sur 35 espèces de mammifères, on peut signaler les loutres, les élans, les castors et les chauves-souris.
Le paysage du parc national est composé de prairies humides à Vulpin des prés ou plus sèche à Pâturin des prés et Fétuque rouge et de prairies de fauche, de pelouses pionnières à Koelerio glauca et Corynephorus canescens, de tourbières et de roselières dans les zones les plus humides .

Les écosystèmes des marécages et des tourbières, qui dominent le paysage du parc, sont considérés comme très délicats et peuvent facilement être influencés par plusieurs facteurs extérieurs. Des changements malheureux ont été apportés par l'assèchement des marécages, qui ont eu lieu principalement pendant la Seconde Guerre mondiale, lorsque la zone est devenue le foyer du plan nazi allemand "Lublin und Nisko". Cependant, la menace la plus importante pour la vie du parc est sa proximité avec le bassin houiller de Lublin, qui est situé à moins de deux kilomètres de la zone de protection du parc.

## Galerie

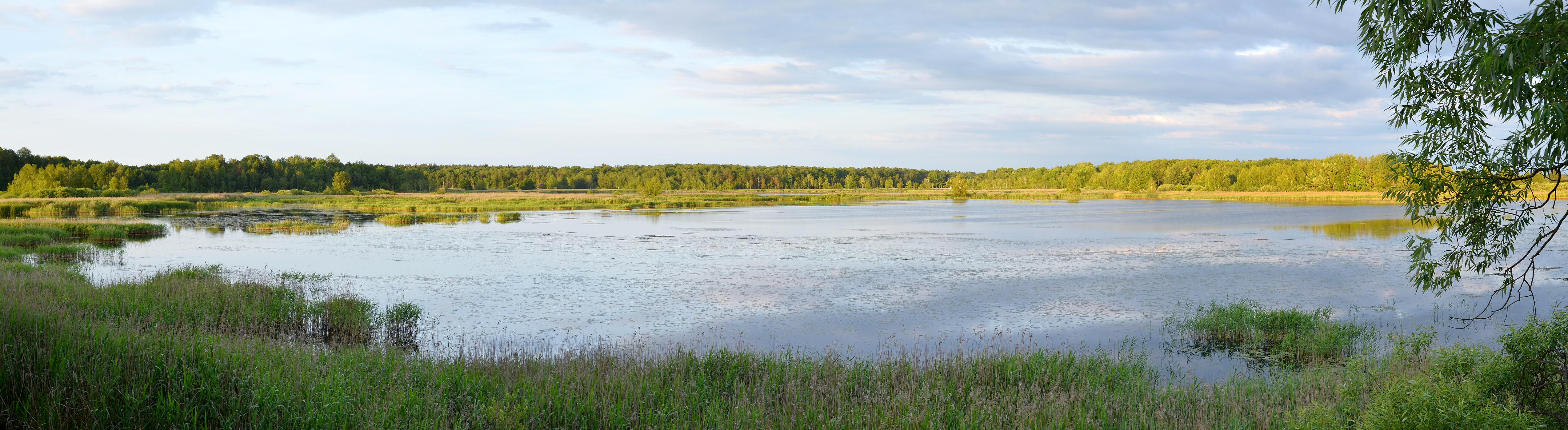
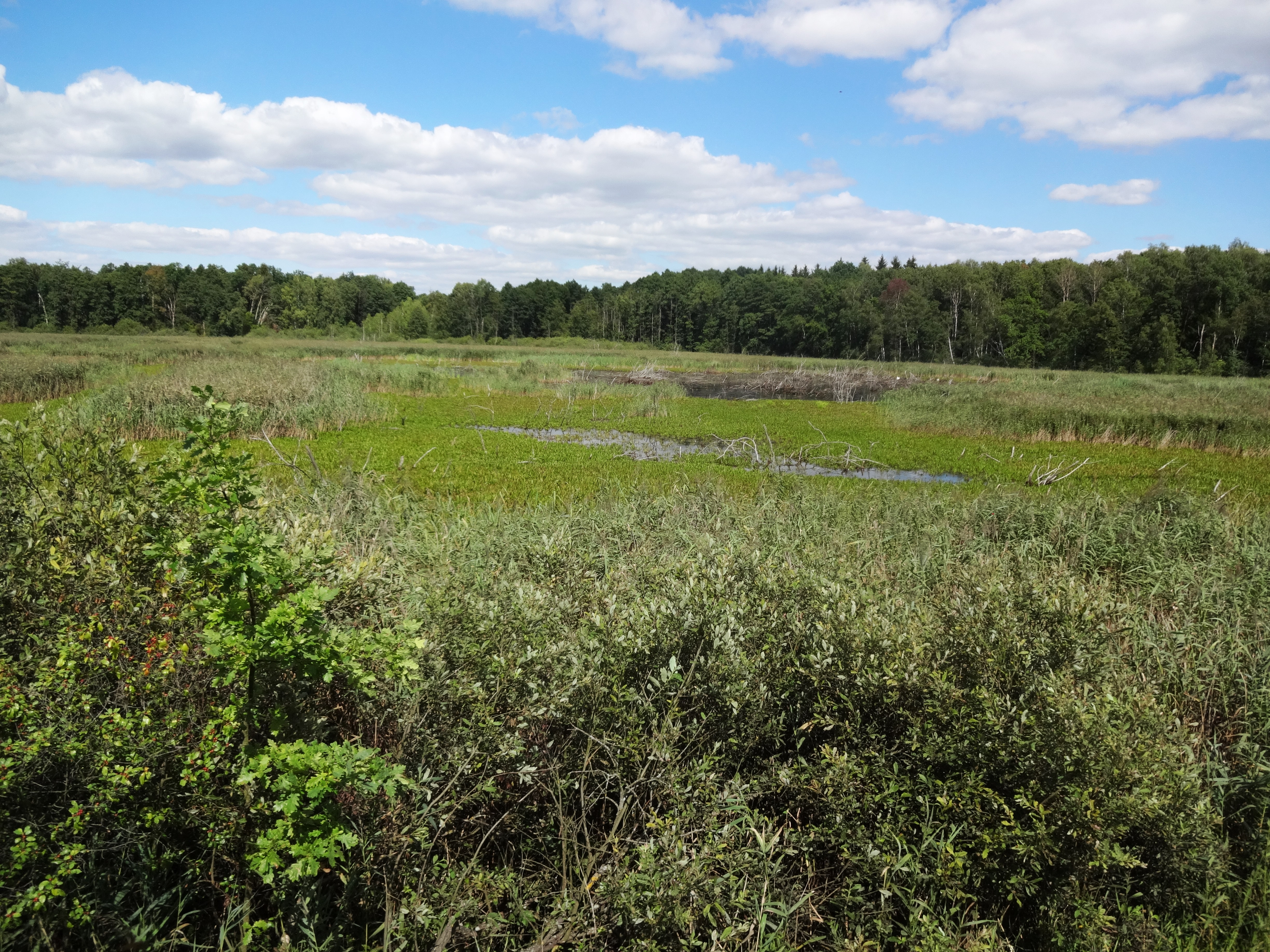
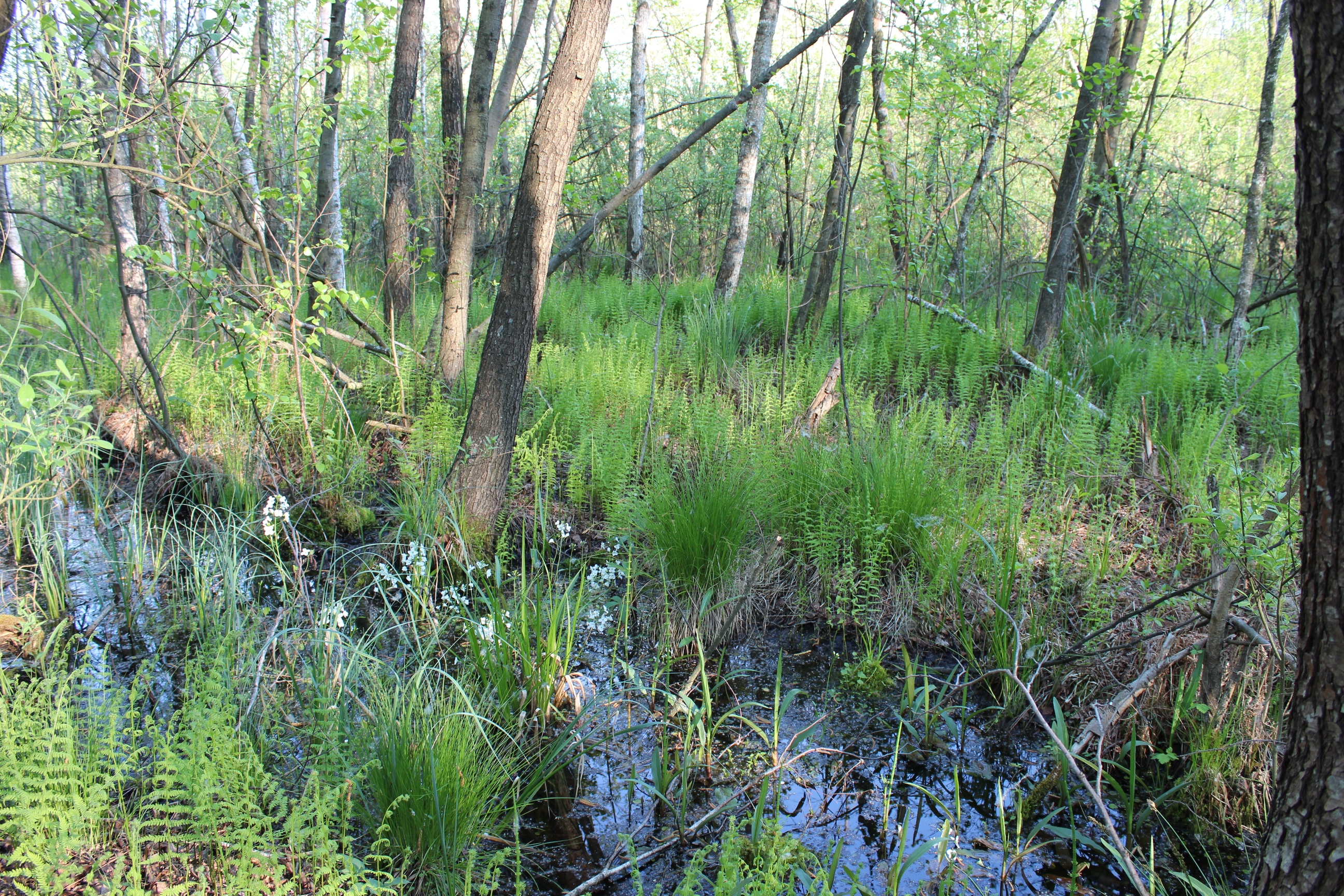
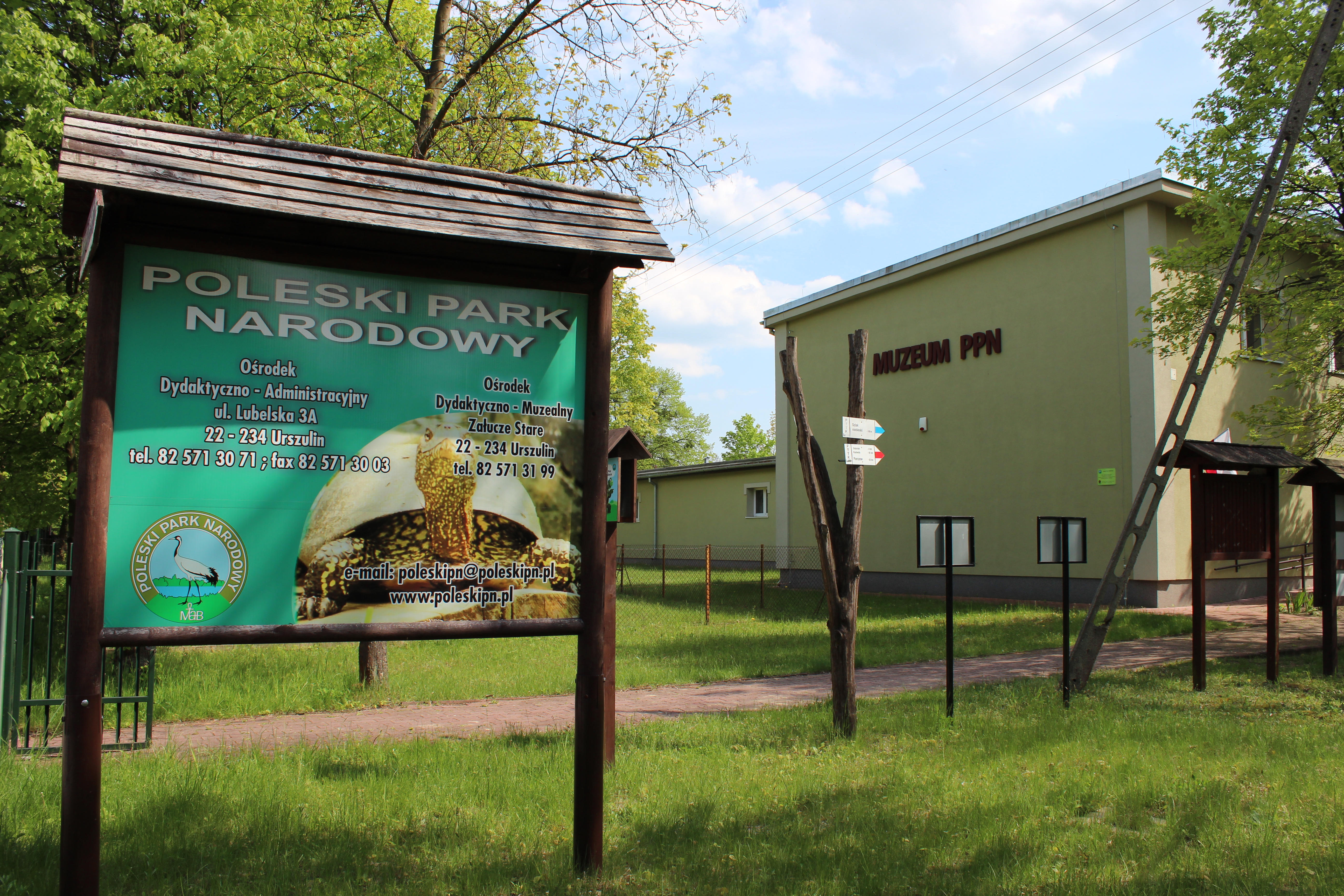
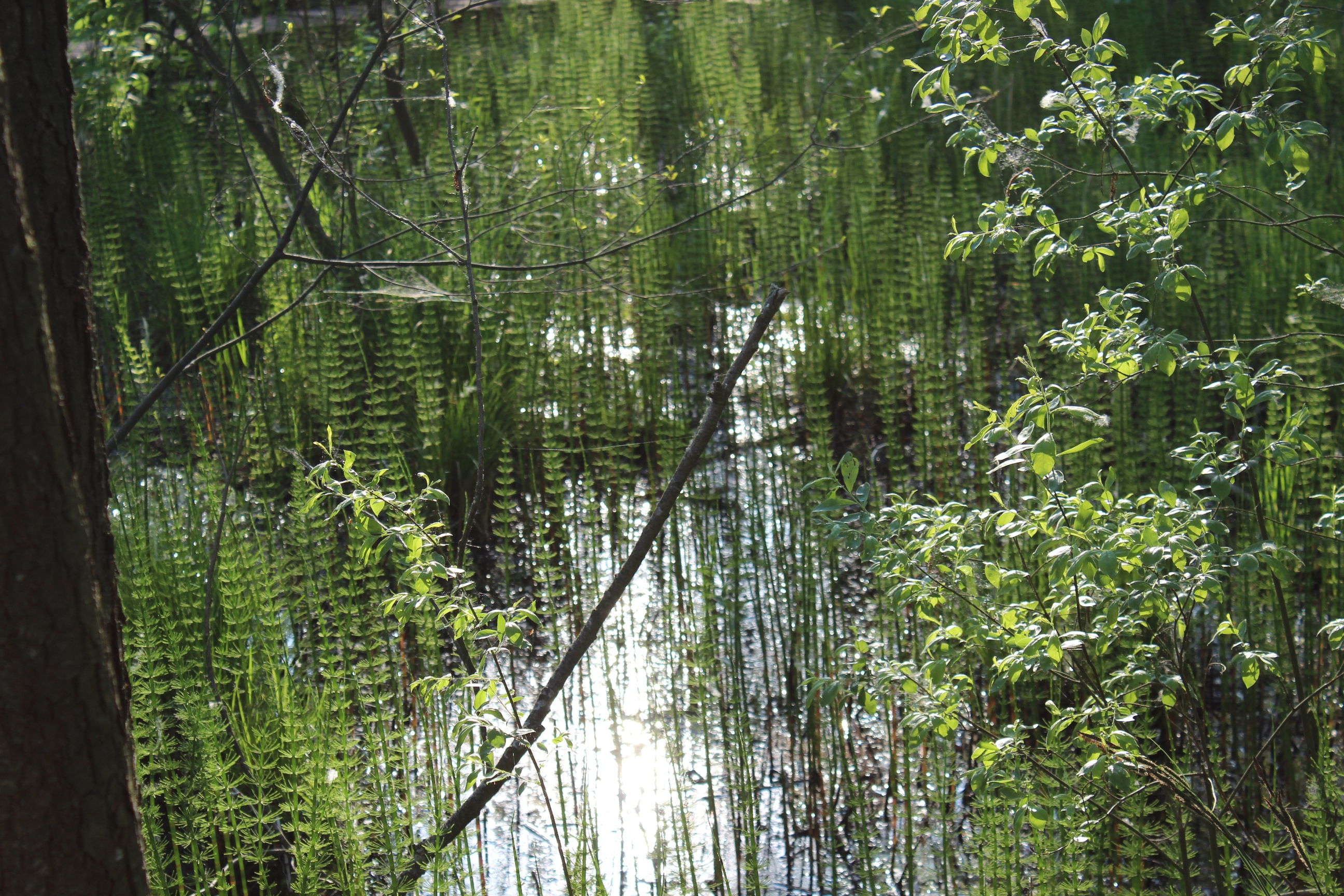
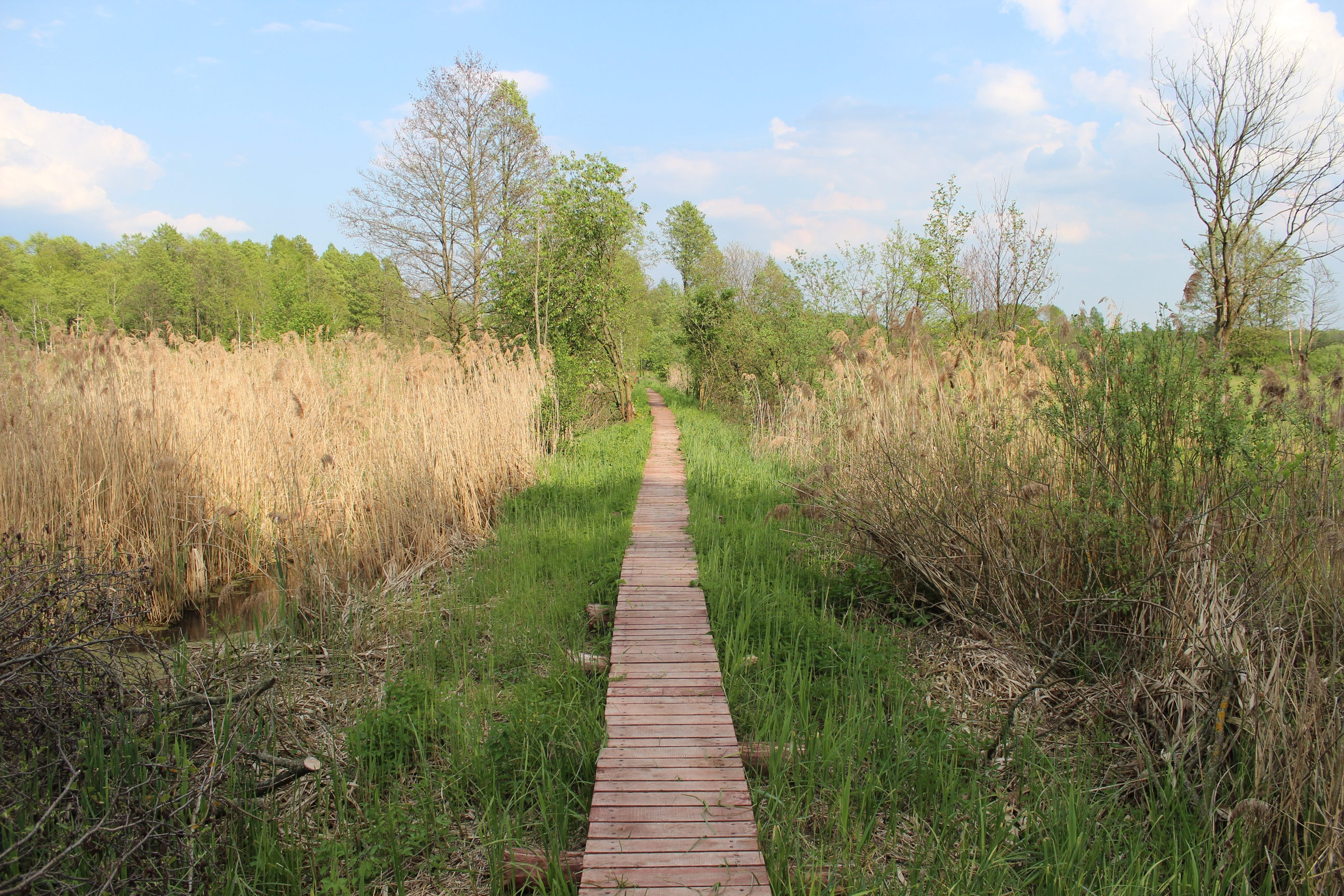
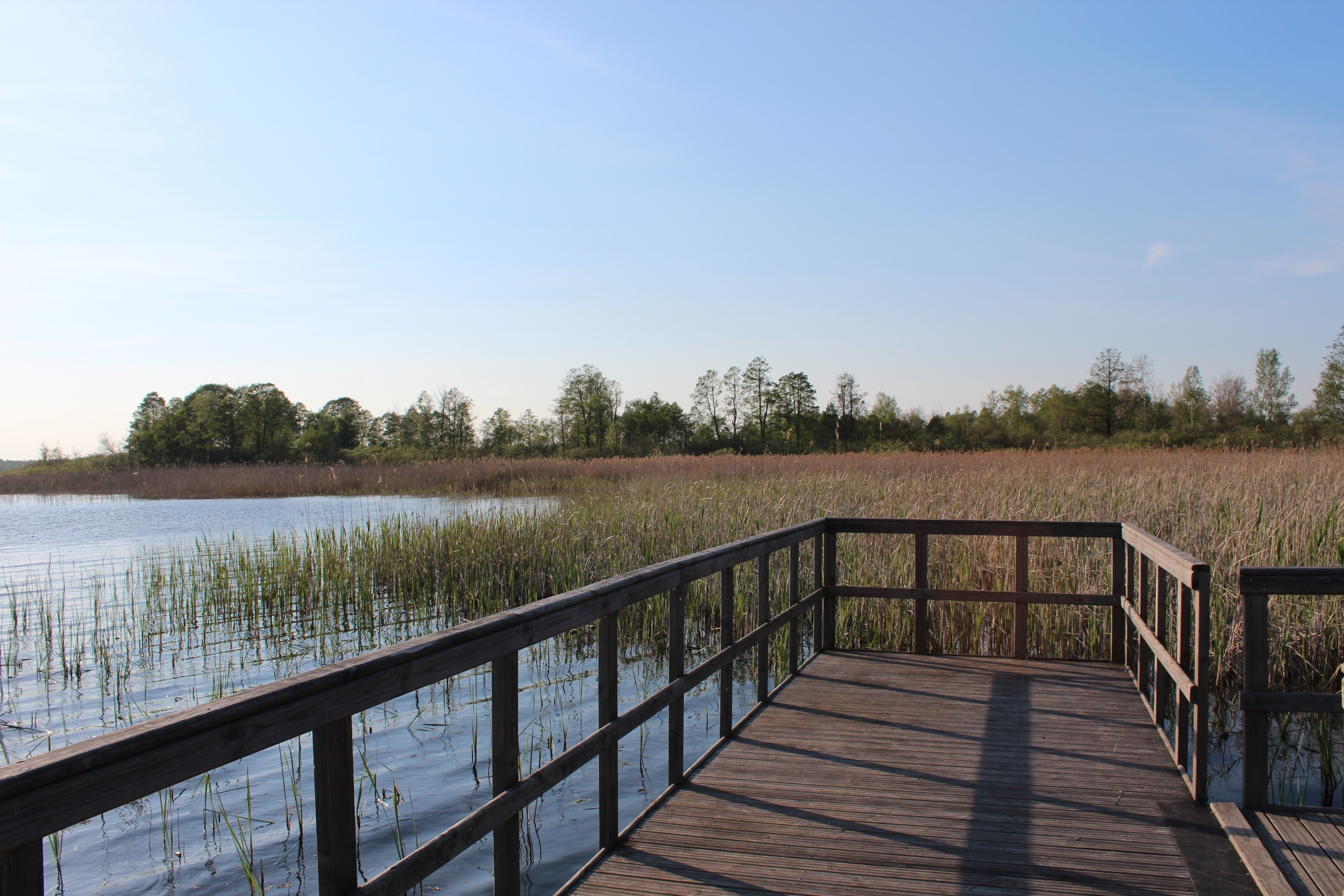
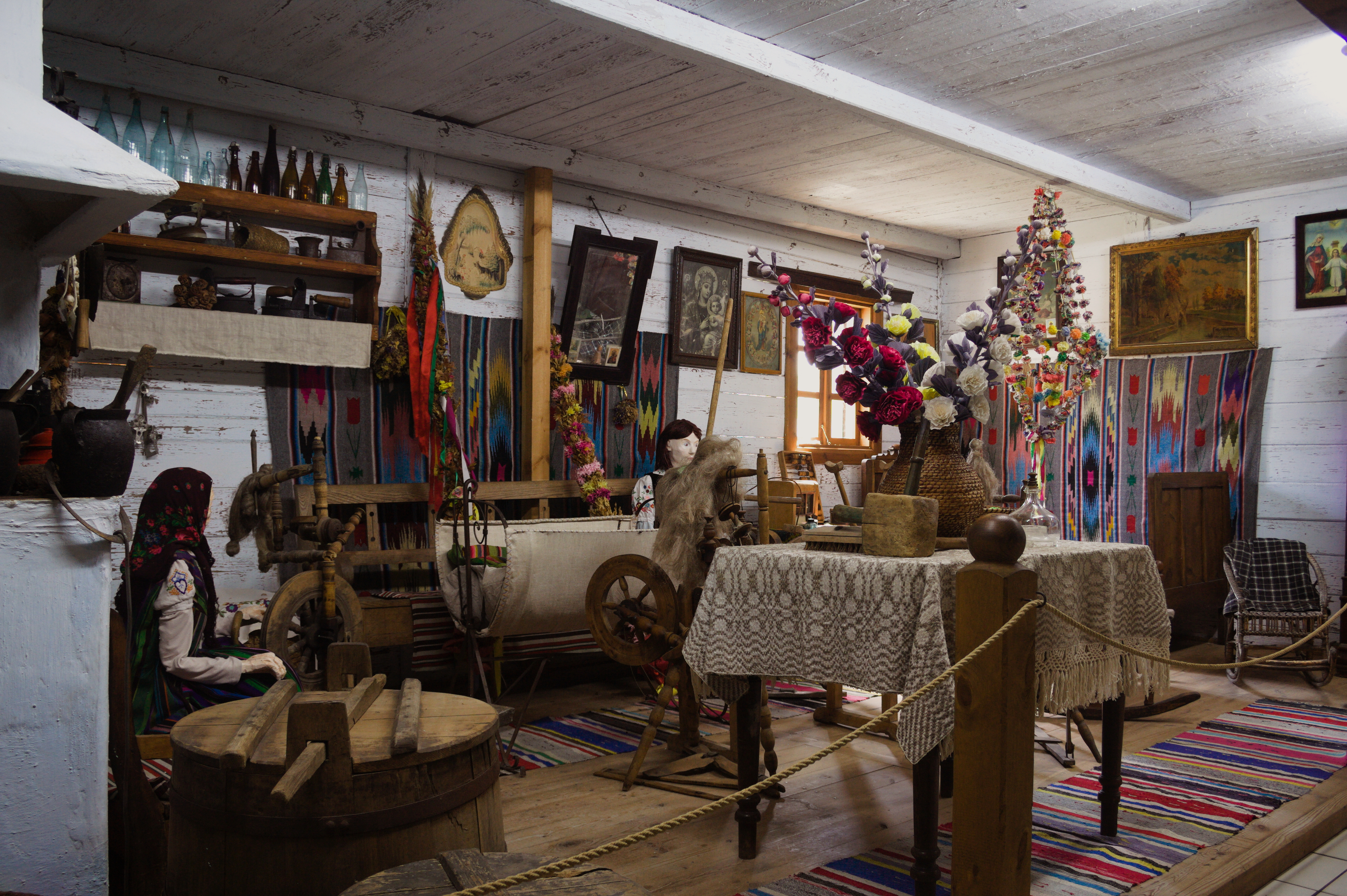
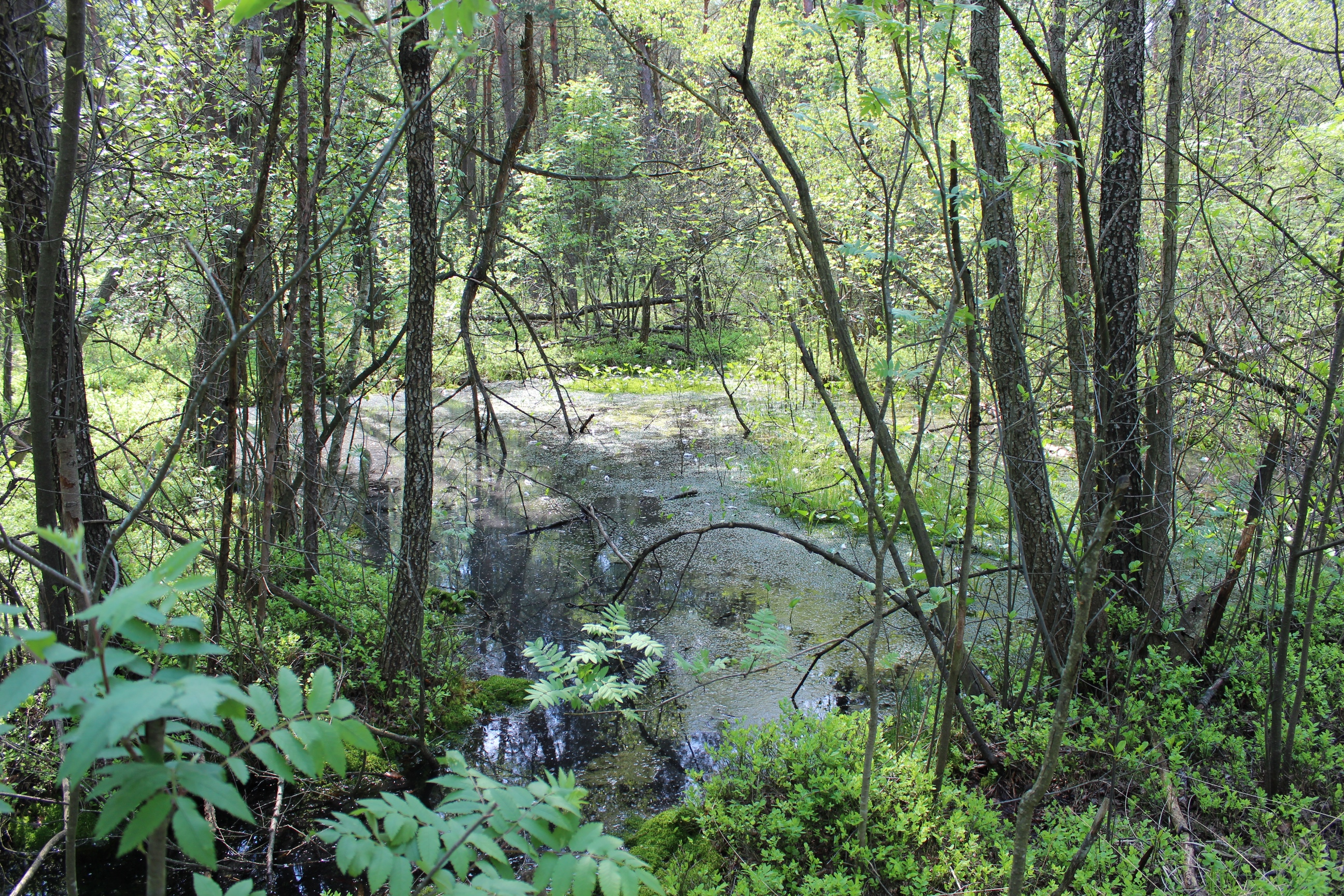
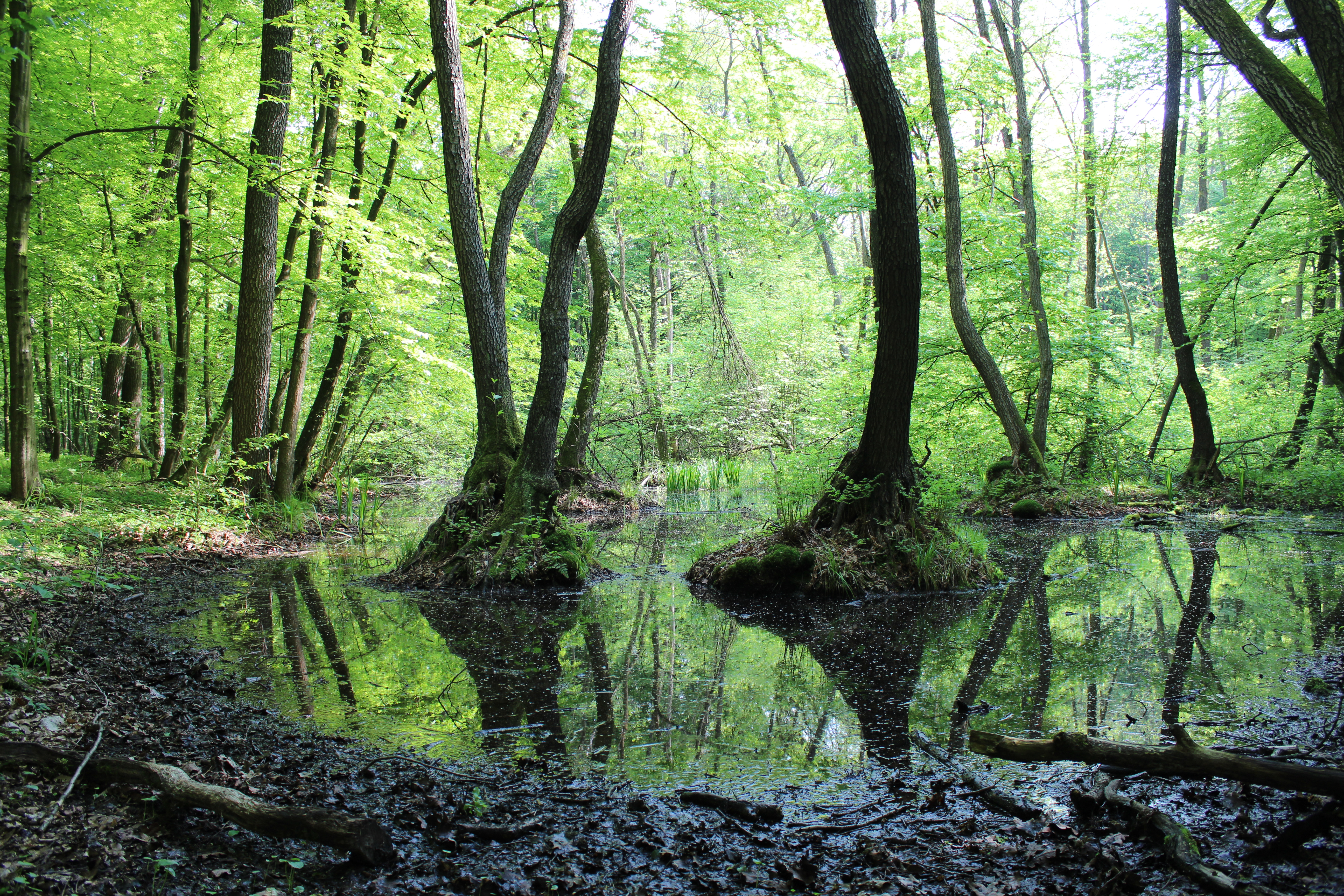